# Rantoul (Kansas)
Rantoul – miasto położone w Hrabstwie Franklin.